# Arab Image Foundation
L'Arab Image Foundation (AIF) o Fundació Àrab per la Imatge (àrab: المؤسسة العربية للصورة, al-Muʾassasa al-ʿArabiyya li-ṣ-Ṣūra) és una organització sense ànim de lucre establerta a Beirut el 1997. El seu objectiu és documentar, col·leccionar, preservar i estudiar fotografies de l'Orient Mitjà, el nord d'Àfrica i la diàspora àrab. La seva col·lecció, encara en formació, inclou més de 600.000 imatges del Líban, Síria, Palestina, Jordània, Egipte, Marroc, l'Iraq, Iran, Mèxic, Argentina i el Senegal.

## Història
La Fundació va ser creada el 1997 pels fotògrafs Fouad Elkoury i Samer Mohdad, i per l'artista Akram Zaatari com a reacció a la manca d'arxius fotogràfics en la regió i la ràpida desaparició dels pocs que hi quedaven. Les col·leccions revelen diversos aspectes de la història social del món àrab.
La col·lecció inicial de l'AIF va ser el resultat de la recerca generada per projectes artístics, que va desembocar en un nou tipus d'institució i una aproximació diferent al patrimoni fotogràfic. Des d'aleshores l'arxiu ha anat augmentant fins a incloure una gran diversitat de col·leccions, que van des d'instantànies familiars fins a composicions d'estudi de caràcter formal.
Més enllà de mostrar un ampli espectre de representacions visuals del món àrab, els artistes que van constituir o van recórrer a la col·lecció de l'AIF plantejaven qüestions radicals referides als documents fotogràfics i la seva funció en el nostre temps. Els projectes comportaven l'escriptura d'històries sobre la pràctica de la gent corrent, petits esdeveniments i aspectes socials en general, i van generar nous discursos en relació amb el mitjà.
El 2016 el Museu d'Art Contemporani de Barcelona va programar una exposició temporal amb els fons d'aquest arxiu, on en presentà la perspectiva d'un artista, fonamental per entendre la pràctica de l'organització. A través d'Akram Zaatari, membre fundador de l'AIF que va tenir un paper clau en el seu desenvolupament, l'exposició reflexionà sobre els vint anys d'història de l'AIF i les múltiples condicions de la fotografia, com a document fotogràfic, objecte, valor material, estètica i memòria. L'expansiu treball de Zaatari sobre fotografia i col·leccionisme adopta una perspectiva arqueològica.

## Projectes

### Exposicions
- How beautiful is Panama! A photographic conversation from Burj al-Shamali camp, Initiated by Yasmine Eid-Sabbagh and Simon Lourié (2008)
- Hashem el Madani: Itinerary, An ongoing project by Akram Zaatari (2007)
- Hashem el Madani: Promenades, An ongoing project by Akram Zaatari (2006)
- Hashem el Madani: Practices, An ongoing project by Akram Zaatari (2004)
- Arts et couleurs .Curated by Lara Baladi (2004)
- Mapping Sitting. On Portraiture and Photography. A project by Walid Raad and Akram Zaatari (2002)
- Pratiques photographiques au Liban (1900–1960) Curated by Akram Zaatari (2001)
- Van Leo, Curated by Akram Zaatari (2000)
- Palestine before '48, Curated by Akram Zaatari (1999)
- The Vehicle. Picturing moments of transition in a modernizing society, Curated by Akram Zaatari (1999)
- Albums Marocains 1900-1960, Curated by Yto Barrada (1999)
- Portrait du Caire: Alban, Armand and Van Leo, Curated by Akram Zaatari (1999)
- Liban Intime 1900-1960, Curated by Samer Mohdad and Fouad el Khoury (1998)
- Les Martyrs de Qana, Project by Doha Shams, curated by Samer Mohdad (1997)

### Publicacions
- Hashem el Madani: Promenades (Arab Image Foundation and Mind the Gap, 2007)
- Hashem el Madani: Studio Practices,Edited by Karl Bassil, Lisa Le Feuvre and Akram Zaatari, (Arab Image Foundation, Mind the Gap and the Photographers' Gallery, 2004)
- Review of Photographic Memory, Edited by Jalal Toufic

- Mapping Sitting, Edited by Karl Bassil, Zeina Maasri and Akram Zaatari in collaboration with Walid Raad (Arab Image Foundation and Mind the Gap, 2002)
- The Vehicle. Picturing moments of transition in a modernizing society, Edited by Akram Zaatari (Arab Image Foundation and Mind the Gap, 1999)
- Portraits du Caire (Actes Sud, 1999)
- Histoires Intimes Liban 1900-1960 (Actes Sud, 1997)

### Pel·lícules
- Her+Him Van Leo (Akram Zaatari, 2001)
- Jours tranquilles en Palestine (Fouad el Khoury and Sylvain Roumette, 1998)